# Kostel Nanebevzetí Panny Marie (Most)
Kostel Nanebevzetí Panny Marie ve Starém Mostě, části města Most v okrese Most, je pozdně gotický chrám, který byl po požáru města vystavěn v letech 1517–1550. Proslulost získal především v roce 1975, kdy byl přesunut po kolejích o 841 metrů, aby byl zachráněn z města, které bylo srovnáno se zemí kvůli těžbě uhlí. V Guinnessově knize rekordů je zapsán jako přeprava nejtěžšího předmětu po kolejích. Kostel se nachází v severní části města za Mosteckým koridorem, asi 1 km západně od nádraží. Je ve vlastnictví státu (správu zajišťuje Národní památkový ústav) a je přístupný veřejnosti.
Kostel se stal 8. února 2010 národní kulturní památkou.

## Historie

### Původní mostecký kostel
Předchůdcem dnešního kostela byla raně gotická trojlodní bazilika založená mezi lety 1253 až 1257, jak dokládá nepřímo listina papeže Bonifáce VIII. z roku 1296. Z původního kostela se zachovala jen jeho východní krypta a vnitřní obvodové zdivo západní věže. Kostel vyhořel roku 1515.

### Obnova kostela
V roce 1515 byl Most zničen požárem, který velmi ovlivnil pozdější architektonický vzhled města. Dne 20. srpna 1517 se na troskách starého chrámu započalo se stavbou nového kostela. Jeho obnova byla svěřena architektu Jakubovi Heilmannovi ze Schweinfurtu, žákovi a následovníkovi Benedikta Rieda. Ten kostel navrhl jako velké halové trojlodí s opěráky vtaženými dovnitř, s pětiboce uzavřeným presbytářem a hranolovou věží s ochozem v hlavním průčelí, s předsíní po severní stěně a se severozápadní sakristií. V prvním roce stavby probíhaly bourací práce. Teprve roku 1518 odevzdal mistr Jakub projekt nové stavby a jejího vedení se ujal Jiří (Jörg) z Maulbronu. V roce 1531 po něm řízení stavby převzal mistr Petr Heilmann. Ve druhém desetiletí 16. století byly dokončeny klenby obvodových kaplí, vztyčeny vnitřní pilíře a osazeny výběhy klenebních žeber. Roku 1532 byla zasklena okna a vytesána klenební žebra. V roce 1549 byla dokončena hrubá stavba a okolo roku 1550 vznikly portály, již ve slohu renesančním. Při dalším požáru města v roce 1578 kostel opět částečně vyhořel a byl opravován až do roku 1602. Mezitím (1594) kostel vysvětil pražský arcibiskup Zbyněk Berka z Dubé. I poté následovaly v průběhu staletí drobné úpravy exteriéru i interiéru budovy. V roce 1650 byl kostel pokryt novou střechou.

### Sbírka na kostel

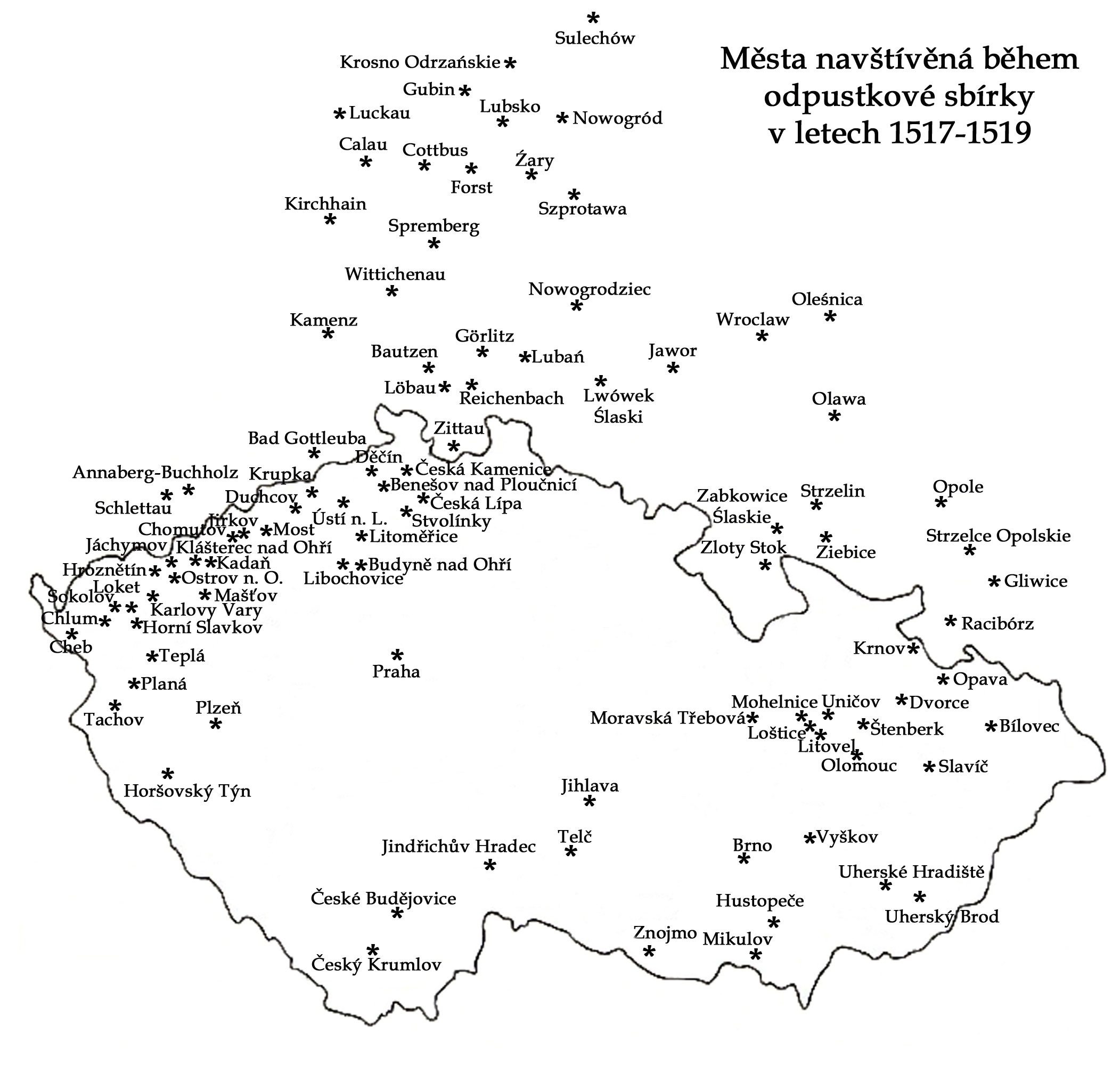
Mapa dárců sbírky v letech 1517–1519

Roku 1501 potvrdil papež Alexandr VI. na přímluvu krále Vladislava II. městu Mostu patronátní právo nad kostelem, které do té doby vykonával klášter křižovníků Božího hrobu na Zderaze u Prahy. Starost o opravu kostela proto připadla městu. Její financování však pochopitelně nemohlo plně hradit ze svých prostředků, proto se rozhodlo požádat o zorganizování odpustkové sbírky. Měšťané získali v roce 1516 od papeže Lva X. a dalších církevních hodnostářů povolení uspořádat veřejnou sbírku ve prospěch nového kostela. Obdobná svolení ke sbírce vystavil král Ludvík Jagellonský a polský král Zikmund I.
Sbírka začala 22. března 1517 v Mostě a trvala do 1. května 1519. Peníze se vybíraly v Čechách, na Moravě, v Sasku, Lužici a ve Slezsku. V roce 1517 se vybralo 5379 kop a 49 míšeňských grošů, v roce 1518 4984 kop a 52 grošů a ve třetím roce 1375 kop a 47 grošů. Spolu s dalšími dary se podařilo získat celkem 12 155 kop a 45 grošů. Město muselo z konečné sumy odevzdat třetinu papežské kurii. Zbývající peníze byly použity na výstavbu kostela a dalších staveb, jako fary nebo školy.

### Novodobé úpravy

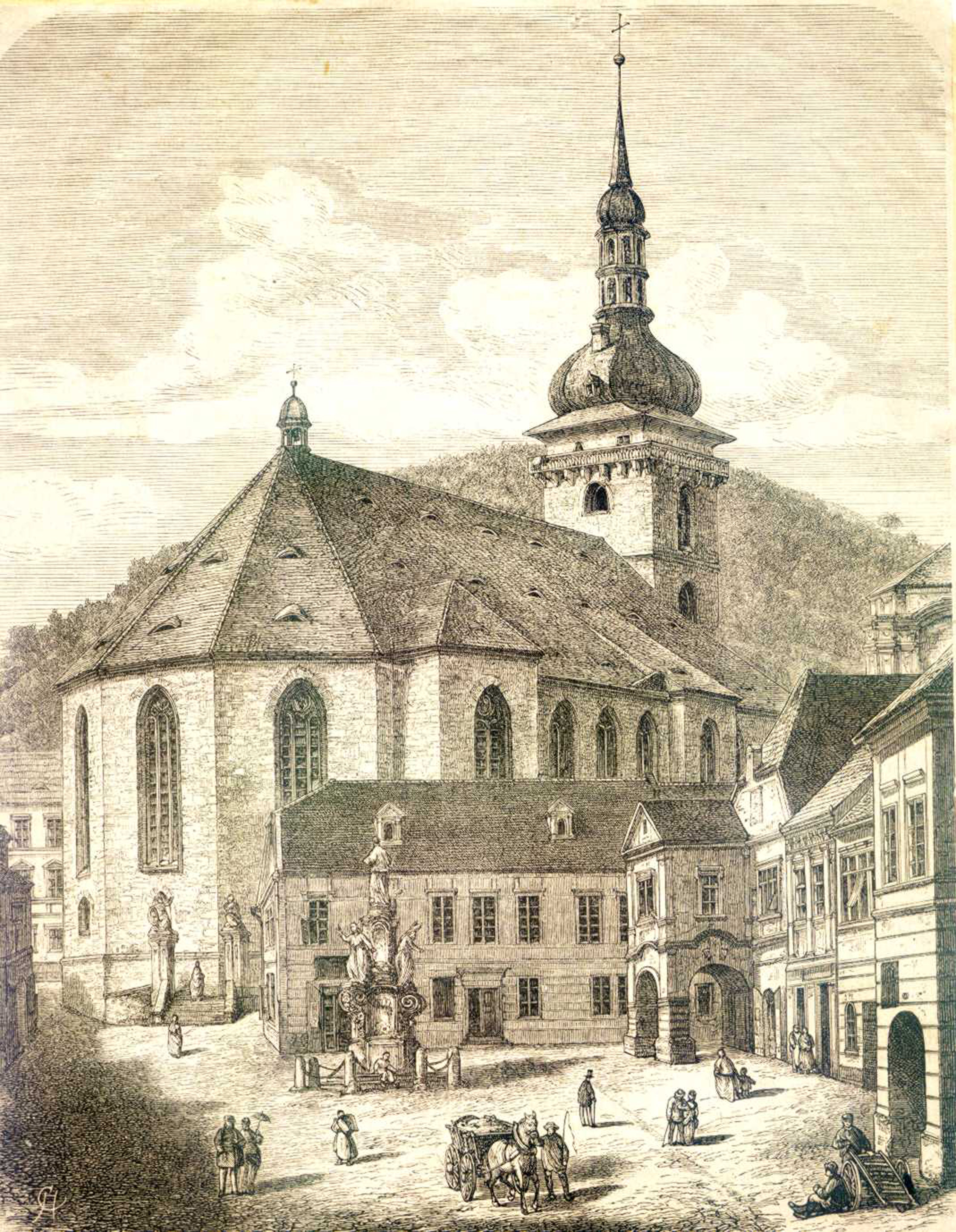
Děkanský kostel na rytině z roku 1878

V roce 1840 byla zbořena hřbitovní zeď kolem kostela a kostnice a v letech 1880–1883 proběhla poslední velká oprava, při níž byl interiér regotizován odstraněním části barokního inventáře, novou gotizující výmalbou a instalováním novogotického zařízení. Roku 1932 byl kostel opraven pod vedením architekta Karla Kühna. Obnoveny byly omítky vnějšího pláště stavby a restaurovány kamenné články.

### Samostatná zvonice
U kostela byla v roce 1765 postavena samostatná barokní zvonice. V roce 1820 byla poškozena při velkém požáru Mostu a následně přestavěna. V rámci přestavby byly ke kopuli zvonice přeneseny z bořené renesanční radnice alegorické sochy Živlů, vytvořené v roce 1715 v dílně Jana Brokoffa. V roce 1958 byla spolu s kostelem prohlášena nemovitou kulturní památkou, neboť patřila k významným dominantám městského panoramatu. V roce 1976 byla ovšem odkoupena za 23 tis. Kč a v roce 1979 uvedena v seznamu likvidovaných památkových objektů. Zápis do seznamu kulturních památek byl zrušen v roce 1981 a zvonice byla spolu se Starým Mostem zdemolována.

## Přesun kostela

### Varianty záchrany kostela
V roce 1964 byla schválena postupná demolice staré zástavby města Mostu a současně rozhodnuto o výstavbě nových sídlišť na nezastavěném území jižně od města. S tím se začala řešit i otázka, jak naložit se zdejší nejvýznamnější architektonickou památkou. Usnesení československé vlády č. 612 z 18. listopadu 1964 nařídilo, že při těžbě uhelných zásob pod městem Most bude děkanský kostel zachráněn. Rozhodnutí se opíralo o podrobný umělecko-historický průzkum objektu vypracovaný Státním ústavem památkové péče a ochrany přírody v Praze.
Při Ministerstvu kultury ČSR byla ustavena komise, jejímž předsedou byl jmenován Stanislav Bechyně. V roce 1969 na jeho místo nastoupil Alois Myslivec. Úkolem komise bylo dozorovat projektovou činnost a vlastní realizaci celé záchranné akce.
Odborným poradcem byl ruský stavební inženýr Emmanuil Gendel (1903–1994), který získal rozsáhlé zkušenosti z přesunů velkých administrativních a obytných budov v centru Moskvy již ve 30. letech. Jeho odborná doporučení pomohla obhájit myšlenku přemístění proti názoru odpůrců samotného projektu.
Na záchranu kostela bylo vypracováno celkem 11 variant:
1. přesun kostela asi o 200 metrů jižním směrem před budovaný dopravní koridor,
2. přesun kostela východním směrem rovněž před koridor,
3. přesun kostela po rostlém terénu po pevných drahách do prostoru za tehdejší průmyslovou školou (dnes budova Oblastního muzea),
4. přesun kostela po rostlém terénu na pružných drahách na stejné místo,
5. ponechat kostel na původním místě na pilotách řešených systémem BENOTO,
6. ponechat kostel na původním místě na pilotách,
7. rozebrat budovu po blocích a znovu ji složit na jiném místě,
8. rozebrat objekt na jednotlivé stavební kameny a opět jej postavit,
9. ponechat kostel na jeho místě na uhelném pilíři,
10. ponechat kostel na železobetonovém rámu,
11. přesun chrámu do prostoru špitálu sv. Ducha.

Možnost zastavení či omezení těžby nebyla mezi návrhy zahrnuta.
Varianty č. 1 a 2 byly zamítnuty kvůli ztížení následné těžební činnosti, neboť se počítalo s vytěžením uhelných slojí až k těsné blízkosti koridoru.
Varianty č. 3 a 4 byly optimální pro umístění kostela, který by se tak dostal co nejblíže k nově vznikajícímu městu. Tato varianta však byla zamítnuta jako časově nerealizovatelná. Kostel by totiž musel být přesunut dříve, než by se postavil dopravní koridor.
Varianta č. 4 navíc nebyla technicky možná, neboť trasa vedla přes poddolované území, což nedovolovalo výstavbu pevných drah.
Varianty č. 5 a 6 se později ukázaly jako technicky neproveditelné.
Proti variantám č. 7 a 8 hovořila nejen vysoká pracnost, značná potřeba kvalifikovaných řemeslníků a vysoké náklady, ale hlavně podstatné snížení historické hodnoty objektu.
Při variantě č. 9 by uprostřed lomu zůstal komolý kužel složený z nadložních vrstev o síle 15 metrů z nesourodých zemin o objemu zhruba 300 000  m³ a z uhelné sloje obsahující asi 2,7 milionů tun uhlí. Vzniklý pilíř by vážil asi 3,3 milionů tun a spočíval by na nesourodém podloží se šikmým uložením vrstev. Bylo by jej třeba zabezpečit proti samovznícení uhlí ve sloji pod kostelem a zajistit jeho stabilitu. Kostel sám by pak musel projít rekonstrukcí, která by stavbě zaručovala bezpečnost při sedání vysychajícího pilíře. Navíc by zde zůstalo nevytěženo značné množství uhlí, což bylo nežádoucí, a i samotnou těžbu by to zkomplikovalo.
Varianta č. 10 řešila většinu těchto problémů. Postupné vybudování železobetonových stěn až do hloubky asi 65 metrů by snížilo na minimum jak riziko samovznícení, tak ztrátu uhlí a zároveň zvyšovalo stabilitu celého pilíře. Nevýhodou těchto dvou variant (č. 9 a 10) byl fakt, že při ponechání kostela na původním místě by byla stavba zhruba na 30 let zcela izolována od okolí.
Jako nejvhodnější, i když ne nejlevnější varianta bylo nakonec zvoleno přesunutí kostela jako celku o několik set metrů dál do sousedství gotického kostela sv. Ducha a vedlejšího barokního špitálu. Tím ovšem došlo k oddělení kostela od samotného města koridorem dopravních a inženýrských sítí.

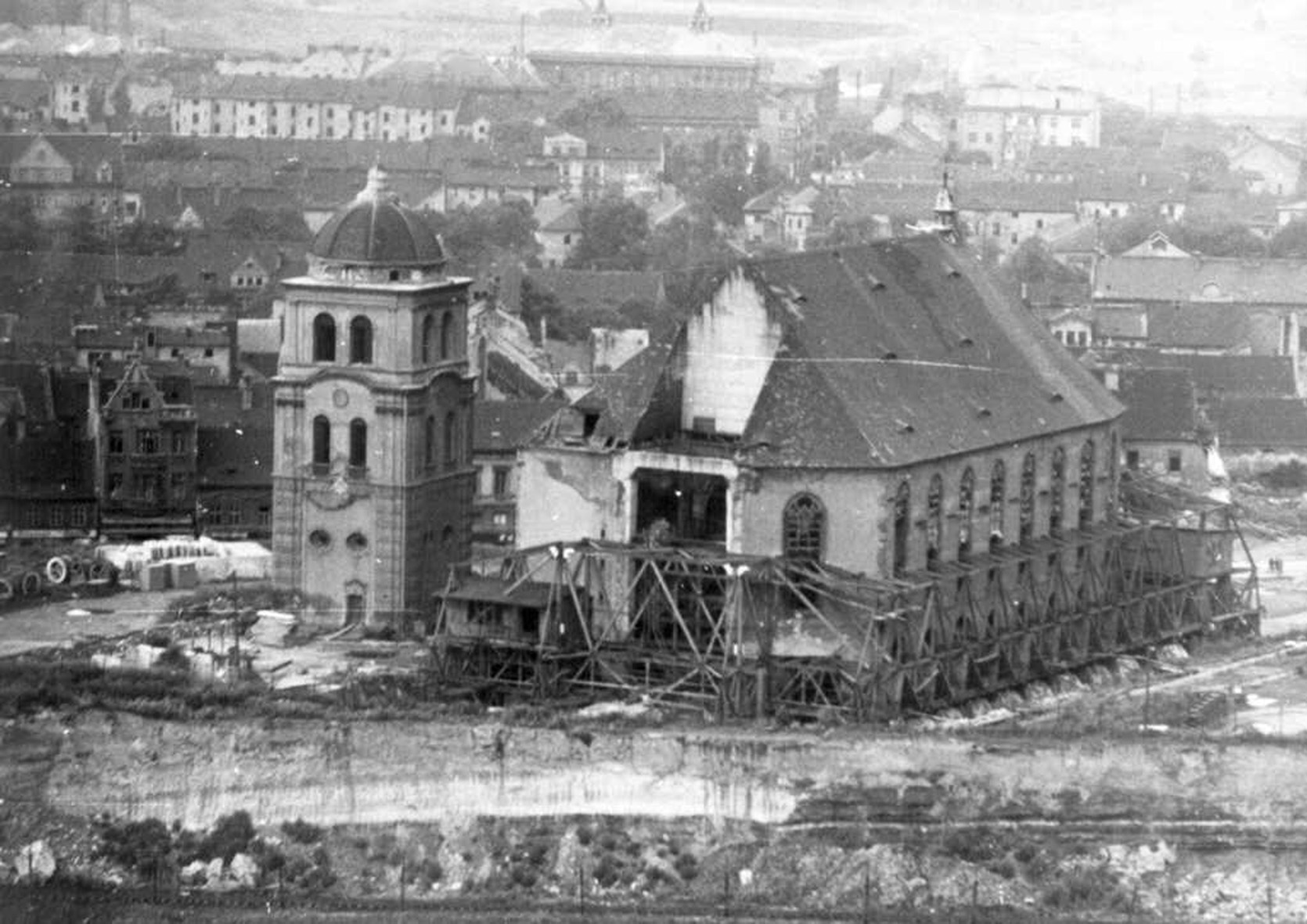
Kostel s ocelovou konstrukcí před přesunem

### Přípravy na přesun
Usnesením vlády ČSSR č. 48 ze 4. března 1970, které bylo vládou znovu potvrzeno usnesením č. 103 ze dne 12. května 1971, bylo rozhodnuto o záchraně kostela přesunem na základě Studie realizovatelnosti přesunu gotického kostela v Mostě, zpracované organizací českého ministerstva kultury Transfera, n. p.
Před započetím vlastních projektových prací byl proveden detailní stavebně historický průzkum. V roce 1970 byl vybudován depozitář, kam byl postupně ukládán demontovaný mobiliář kostela, včetně hlavního oltáře, a ohrožené části interiéru. V roce 1971 byl proveden archeologický průzkum kostela a jeho nejbližšího okolí.
V dalších letech byl postupně zabezpečován podrobný průzkum geologických podmínek v prostoru kostela, na trase přesunu a na místě nového osazení. Během zpracování projektu byly uskutečněny ještě další doplňující průzkumy, např. zjištění fyzikálně-chemických vlastností historických stavebních materiálů kostela, geofyzikální průzkum základů kostela a dutin v prostoru chrámu a nejbližšího okolí, v prostoru celé trasy i na místě nového umístění, neboť trasa přesunu vedla částečně přes starý důl Boží požehnání, zasypaný již před druhou světovou válkou, a nové stanoviště kostela se nacházelo v místě bývalého dolu Richard, který teprve musel být zasypán. Vedle toho probíhala různá laboratorní vyšetření a speciální testování, např. zkoušky jízdních vlastností kol při extrémním zatížení a minimálních rychlostech či zkoušky ztužení chrámové klenby. Nástřik epoxidové pryskyřice byl nejprve vyzkoušen na klenbě piaristického kostela v Mostě.
V roce 1972 byla rozebrána kostelní věž, neboť její zabezpečení by si vyžádalo příliš náročné úpravy a komplikace při přesunu. Poté byly zahájeny zabezpečovací práce v interiéru kostela, které spočívaly ve zpevnění klenby nástřikem a vyztužení objektu ocelovou příhradovou konstrukcí, která sevřela kostel uvnitř i zevně a umožnila rozložit celou váhu historického zdiva (9600 tun) na jednotlivé transportní vozíky. Obvod kostela jistil betonový věnec. Celková váha kostela nakonec činila 12 000 tun. Nejnákladnější částí přípravných prací bylo vybudování transportní dráhy. Kolejiště bylo vzhledem k velké dopravní vzdálenosti dlouhé pouze 160 metrů. Za kostelem bylo pak vždy demontováno a během přesunu pětkrát před kostelem namontováno.
Pod všechny staticky důležité body bylo na vybudované kolejiště zasunuto 53 transportních vozíků, které vyrobila Škoda Plzeň. Vozíky pracovaly na hydraulickém principu. Hydraulika ovládala také osm výložných ramen, která měla kostel tlačit, případně brzdit. Práce byly řízeny počítačem, jádrem systému byl kalkulátor americké firmy Hewlett-Packard, nebyl ale vyloučen manuální zásah. Autorem software koordinujícího celý systém byl strojní inženýr Jiří Souček.

### Velín

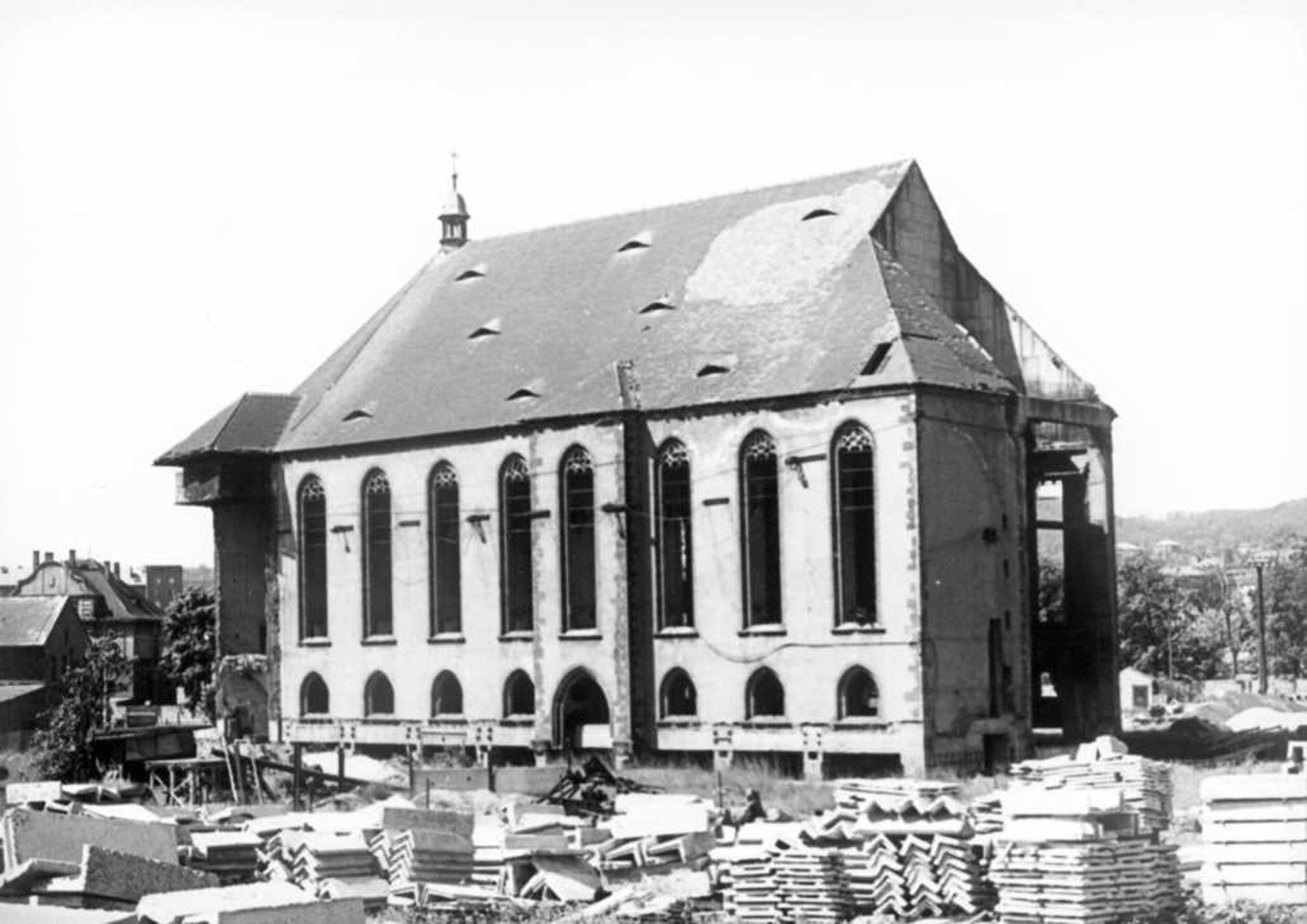
Kostel po přesunu

Velín byl umístěn přímo v kostele. Tvořil jej prosklený přístavek na přídi kostela přibližně 11 metrů nad kolejištěm, který byl propojen s kostelem mnoha kilometry kabelů a hadic s kapalinou, jež přiváděly signály od elektromagnetických čidel MSI rozmístěných v kostele do řídícího počítače ve velínu a zpětně po zpracování k ovládací hydraulice. Z velína řídili inženýři a technici z INOVY (výzkumně vývojový podnik federálního ministerstva pro technický a investiční rozvoj, vedený Ing. Kubátem) posuv kostela při udržování dynamické rovnováhy.
Poslední částí projektu bylo vybudování nových dvoupatrových základů s konstrukcí, která zaručovala kostelu na novém místě uložení bez nebezpečí nerovnoměrného sesedání.
V roce 1975 se přípravné práce dostaly do své závěrečné fáze. Postupným vybouráváním zdiva a zabetonováním otvorů se u země vytvořil železobetonový pás. Při betonáži se na staré obnažené základy položil ve dvou vrstvách plech, čímž došlo k oddělení objektu od kamenných základů. Pás také umožnil vyšší zatížení a usnadnil vsunutí pomocných ocelových nosníků pod zdivo. Ty přenášely váhu kostela do ocelové konstrukce a umožnily naložit na ni kostel.

### Průběh přesunu
Dne 15. září 1975 začalo zdvihání a nakládání celého objektu. Samotný přesun byl zahájen 30. září v 11 hodin 50 minut. Dráha měla obloukový půdorys a byla dlouhá 841,1 m se sklonem 12,3 promile. Kostel se po ní posunoval nepřetržitě rychlostí 1,2 až 3,2 cm za minutu. Transfer byl ukončen 27. října 1975 v 8 hodin 52 minuty.

### Úpravy po přesunu

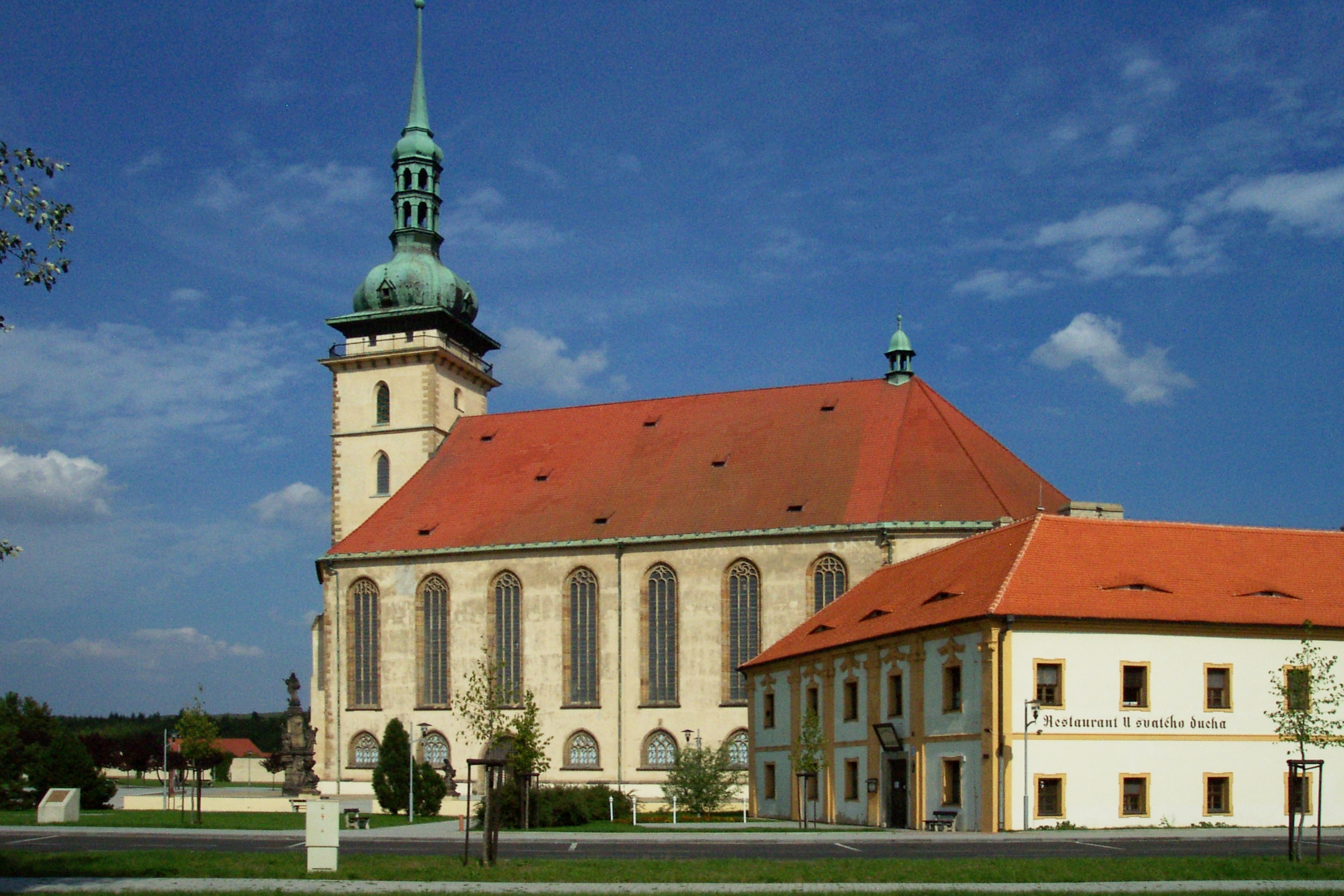
Kostel Nanebevzetí Panny Marie v roce 2006, v popředí špitál sv. Ducha

Následovalo zabezpečení stability stavby a její postupná renovace. Byla položena střecha, znovuvybudována věž a zrestaurován interiér, kde byla odstraněna historizující výzdoba stěn z 19. století. Základní sakrální prvky, především pak hlavní barokní oltář byly před přesunem sneseny, uloženy v depozitáři a postupně restaurovány. V roce 1983 byl vypracován a schválen scénář využití kostela pro stálou galerijní expozici s možností konání koncertů a jiných akcí. V rámci scénáře a následného projektu (architektky Zdenky Marie Novákové) se v průběhu let 1983–1988 všechny sakrální prvky z doby vzniku kostela, tj. pozdně gotické - renesanční, vrátily na svá místa, expozice navíc byla obohacena o velmi cenné exponáty severočeského umění té doby z dříve roztroušených míst (na příklad i monumentální fresky z Kopist), a spolu se stavbou samotnou byla tak vytvořena unikátní sbírka severočeského gotického a renesančního umění. V roce 1988 byl kostel slavnostně otevřen za přítomnosti ministra kultury. Expozice byla vybrána, jako jediná z přihlášených architektonických realizací v kategorii veřejných interiérů, do užšího kola mezinárodní soutěže IDIA v Londýně (viz Kronika města Mostu za rok 1988). Později byl restaurován barokní oltář a přidán do interiéru. Kostel byl znovu vysvěcen v červnu 1993.

## Popis kostela
| Rok  | Počet návštěvníků |
| ---- | ----------------- |
| 2015 | 11 779            |
| 2016 | 17 120            |
| 2017 | 15 608            |

V původním umístění byl kostel orientovaný, ale tím, že byl přesunut po obloukové dráze, směřuje nyní jeho presbytář k jihu.
Po vzoru jihoněmecké pozdní gotiky má kostel pouze jednu věž, exteriér působí prostě a stroze, stěny jsou hladké a ploché, obvodní zdivo je členěno dvěma pásy oken – spodní okna patří jednotlivým kaplím a horní pás oken náleží bočním lodím haly. Vnitřek kostela tvoří velká hala, rozdělená do tří lodí sedmi dvojicemi osmibokých sloupů bez hlavic. Mezi opěrnými pilíři je 16 kaplí, dvě postranní předsíně, sakristie, východní dvojité šnekové schodiště a západní šnekové schodiště. Každá z kaplí má vlastní krouženou klenbu a je zasvěcena podle donátorů – patronům cechů, bohatých měšťanů a sv. Bartoloměji, patronovi oseckého opata.
Zvlášť pozoruhodná je pozdně gotická klenba kostela s čistě dekorativními žebry, která se místy dokonce oddělují od klenby do volného prostoru. Mistrovské kamenické dílo představují i obě schodiště. Po předprsni empory probíhá kolem celého kostela renesanční polychromovaný vlys s biblickými výjevy.
V interiéru kostela je instalována expozice gotického a renesančního umění severozápadních Čech, suterén kostela slouží jako výstavní prostor Galerie výtvarného umění v Mostě. Velký hlavní oltář vznikal v letech 1735–1739, jeho plastická výzdoba, která pochází z dílny sochaře Bartoloměje Edera, a velký oltářní obraz od Josefa Kramolína jsou z roku 1773.
Úpravy okolí kostela probíhají od roku 1986 na ploše 16,57 ha. Za kostelem byl na rekultivovaném prostranství zřízen nový městský hřbitov. V letech 1994–1995 byla v rámci parkových úprav vybudována vodní nádrž o rozloze 1,83 ha, která je napájena vodou z řeky Bíliny. Do okolí kostela se v poslední době rovněž stěhují sochy ze zlikvidovaných obcí okresu Most a počítá se s postupným vybudováním lapidária. Nedaleko od kostela rovněž vznikne park MiniMost.

## Galerie

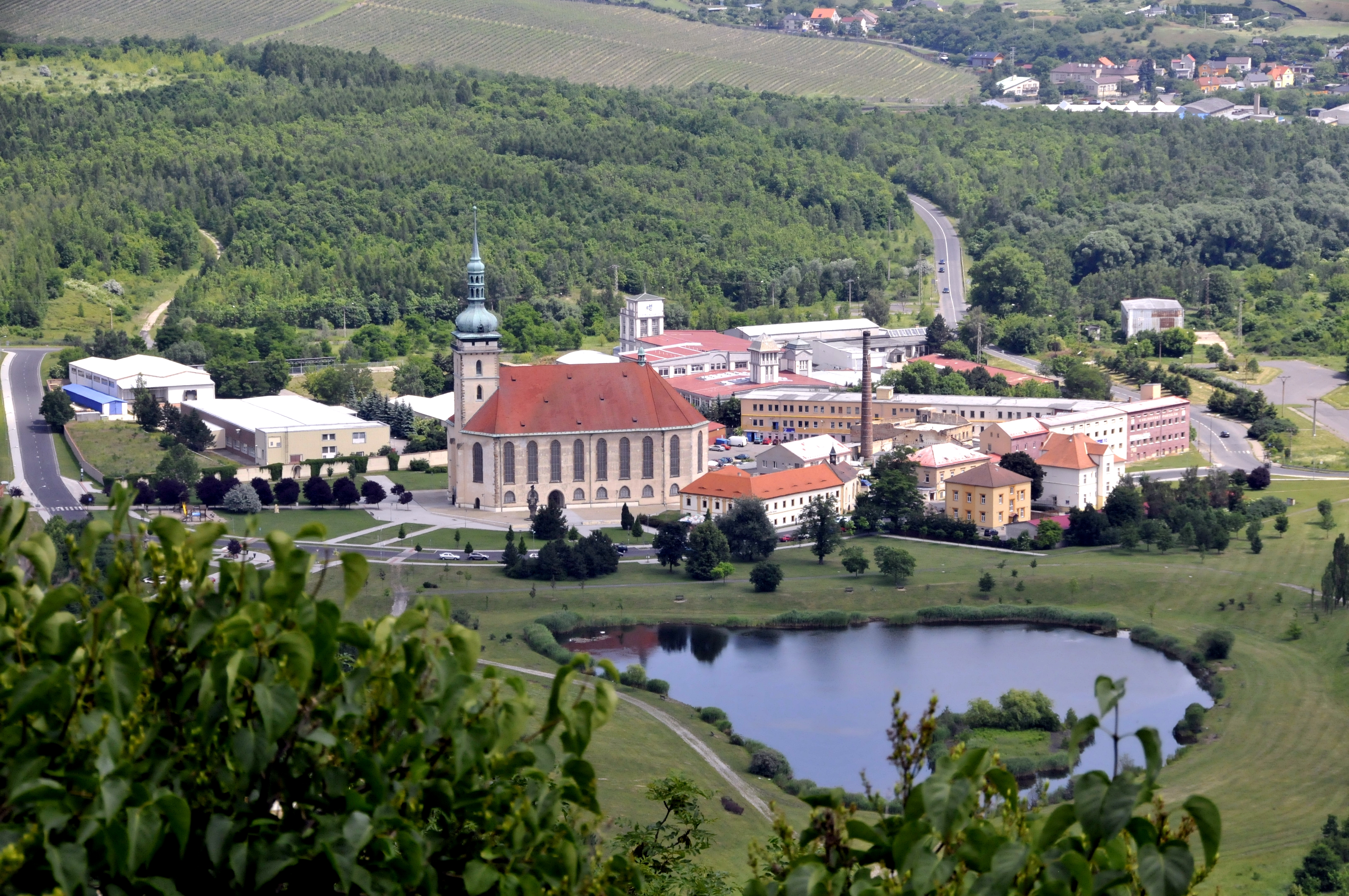
pohled na kostel a okolí
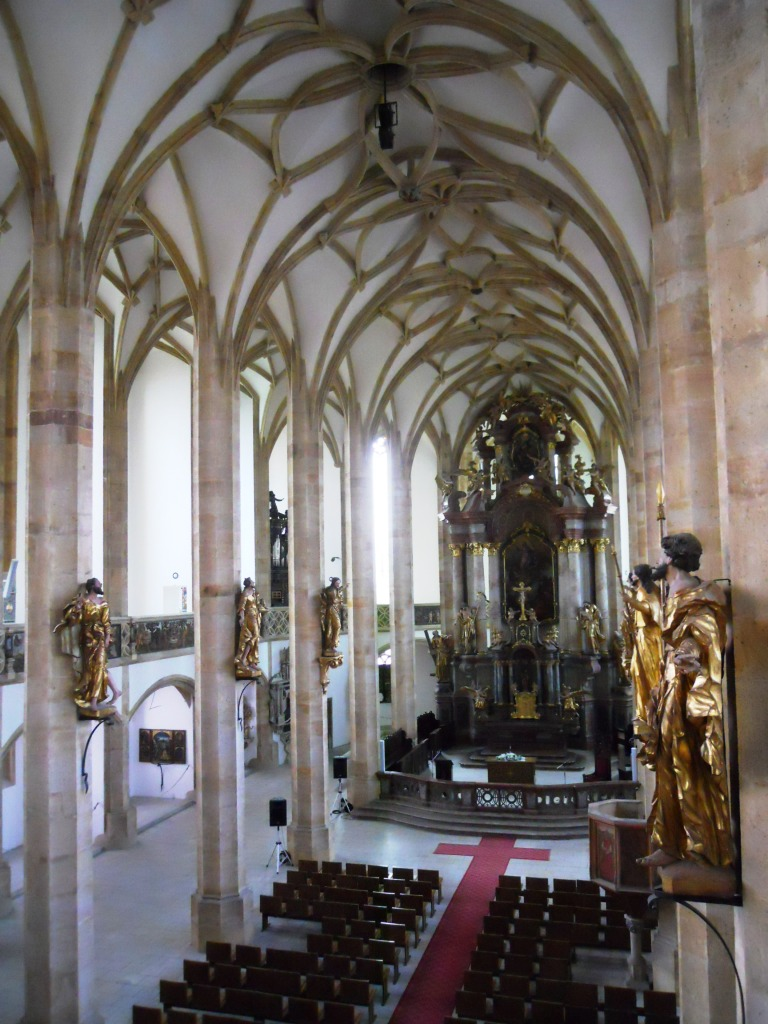
Vnitřek z empory k hlavnímu oltáři
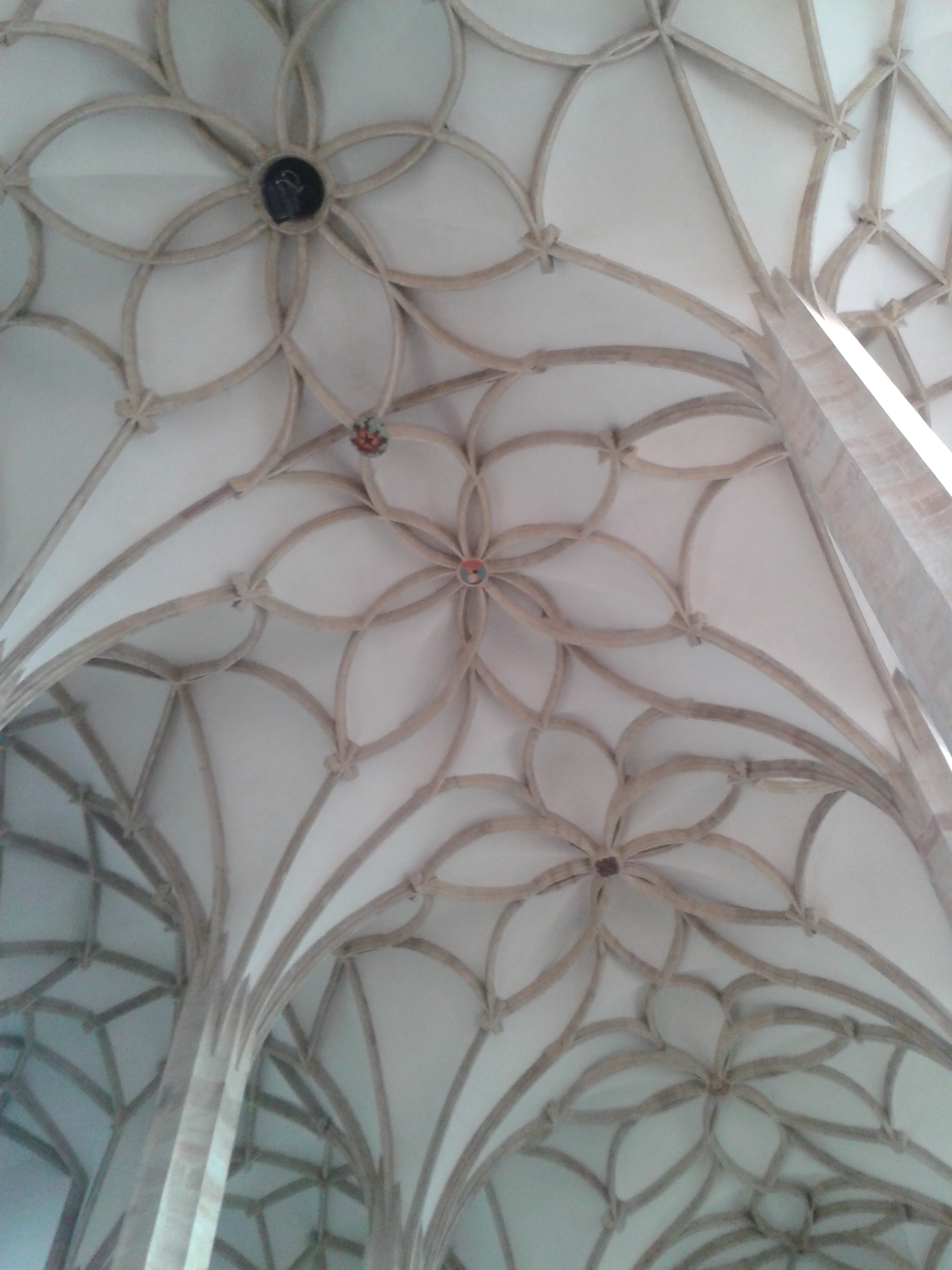
klenba hlavní lodi
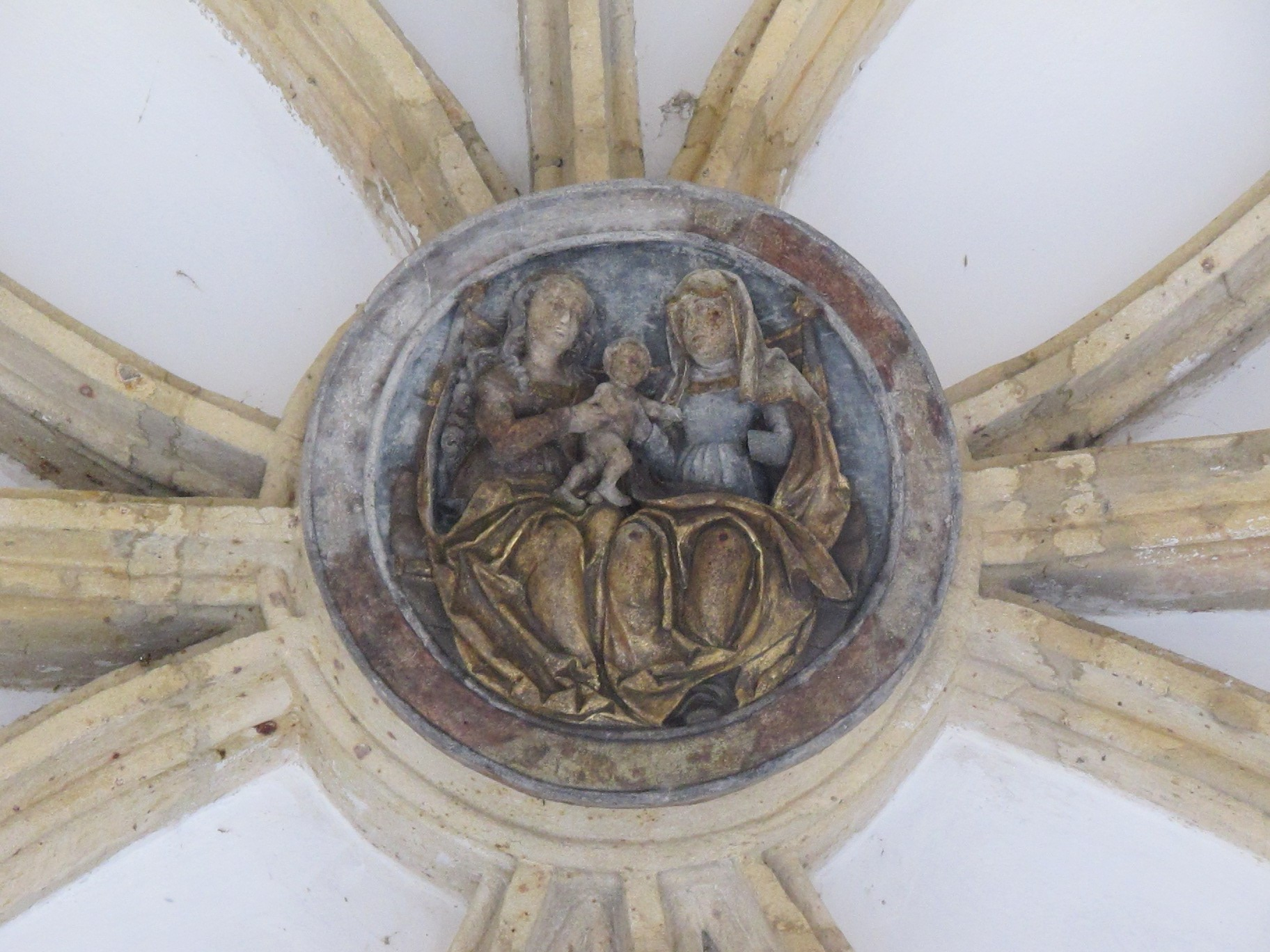
klenák klenby v portálu
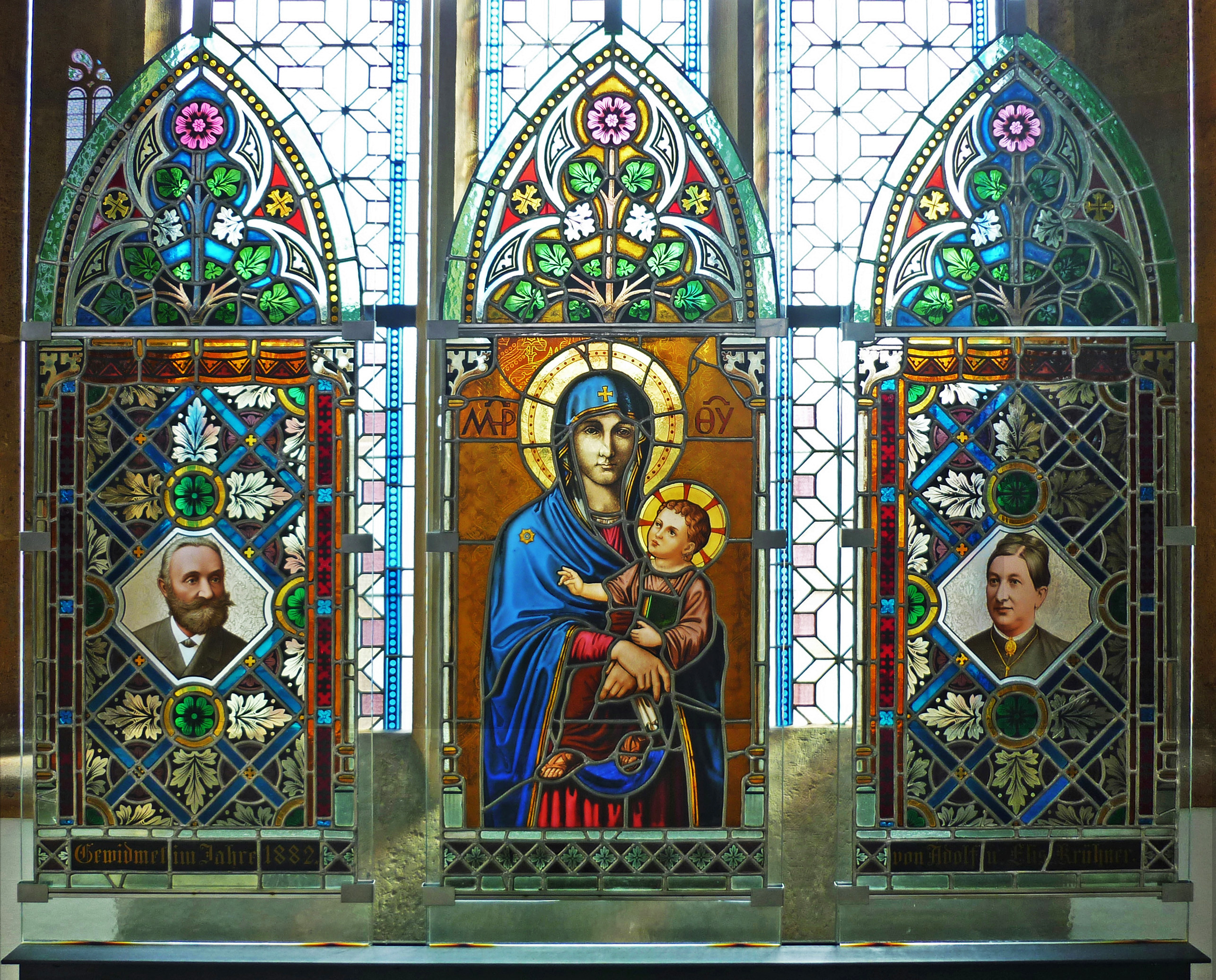
vitrážová okna

#### Audiovizuální záznamy a dokumenty
- 841 metrů za 646 hodin (1976): barevný středometrážní dokumentární film n.p. Transfera Praha, stopáž 44 minut.
- Lidské stopy v kameni (1986): barevný středometrážní dokumentární film Krajského střediska Státní památkové péče a ochrany přírody v Ústí nad Labem, průvodní slovo Radovan Lukavský, stopáž 67 minut.
- Stěhování kostela jako promarněná šance (2015): pořad Českého rozhlasu Plus – podrobné informace o přípravě a průběhu stěhování kostela, názory na smysl akce, unikátní ukázky z rozhlasového archivu z okamžiků stěhování kostela.